# Pablo Cuneta
Pablo P. Cuneta (Pasay, 2 februari 1910 – Makati, 27 september 2000) was een Filipijns politicus. Hij was in totaal 41 jaar burgemeester van Pasay en staat daarmee in de Filipijnen bekend als de langst dienende burgemeester uit de geschiedenis. 

## Biografie
Pablo Cuneta werd geboren als op 2 februari 1910 in Pasay in de Filipijnse provincie Rizal, tegenwoordig gelegen in Metro Manilla. Zijn ouders waren Lazaro Cuneta en Cesaria Pablo. Na het voltooien van zijn middelbare schoolopleiding studeerde Cuneta rechten aan de Manuel A. Roxas Law School. Hij zou deze studie echter niet afmaken. Hij was succesvol in het bedrijfsleven en was onder meer grootaandeelhouder van Rizal Rubber Enterprises. 
Van 1947 tot 1949 was Cuneta twee jaar lang vice-gouverneur van de provincie Rizal. In 1951 werd hij benoemd tot vice-burgemeester van Pasay en in 1953 volgde een benoeming tot burgemeester. Bij de verkiezingen in november 1955 werd Cuneta de eerste gekozen burgemeester van zijn geboorteplaats. Nadat hij bij de verkiezingen van 1959 en 1963 was herkozen werd Cuneta in 1967 verslagen door zijn rivaal Jovito Claudio. In 1971 wist hij echter opnieuw de verkiezingen te winnen en na een herverkiezingen in 1980 diende hij in zijn tweede aaneengesloten termijn tot de val van president Ferdinand Marcos door de EDSA-revolutie in 1986. Na het herstel van de democratie was van hij 1988 tot de verkiezingen van 1998 opnieuw de burgemeester van Pasay. In totaal was Cuneta daarmee 41 jaar burgemeester van Pasay. Hij is daarmee de langs dienende burgemeester uit de geschiedenis van de Filipijnen. 
Cuneta overleed in 2000 op 90-jarige leeftijd in Makati Medical Center en werd begraven op Manila Memorial Park. hij trouwde tweemaal. Met zijn eerste vrouw Generosa Francisco kreeg hij tien kinderen en met zijn tweede vrouw actrice Elaine Gamboa kreeg hij een zoon en een dochter, actrice Sharon Cuneta.